# Trance (grup de música)
Trance és un grup de punk rock nascut el 2012 a Palma, que empren principalment el castellà en les seves lletres.
El grup neix quan Rafa Murillo i Sebastián Garay "Gato", del grup de hardcore punk Aspirina Infantil, decideixen començar aquesta banda amb un so més orientat al punk rock. Al cap de poc temps i amb algunes cançons fetes se'ls hi uneix Rafa Cor Romput (Orden Mundial i Cop de Fona) i la seva germana Tere (Desenterradas). Les seves influències estilístiques inclouen el sò punk-rock del '77 al '82, el power-pop, el punk espanyol dels 80, el garage i la música pop en general.
Igual que la majoria de grups mallorquins de l'escena DIY a la qual pertanyen, Trance assagen a un dels locals del complex de naus Son Pardo (Palma).

## Discografia[6]
- 2012 - "Demo" (EP 7 co-editat entre Metadona Records, Muerte A Tipo, Disundead Records, i Discos Regresivos)
- 2014 - "Dime que te importa" (EP digital autoeditat)[4]
- 2015 - "Veneno bajo tu piel (Directo)" (Cassette editat per Sangre Azul)
- 2015 - "Suicidas / Trance" [comaprtit amb Suicidas] (EP 7 editat per Metadona Records)
- 2016 - "Maldición" (LP 12co-editat entre Metadona Records i Solo Para Punks)
- 2017 - "Discografía 2012-2016" (LP, Inerme Discos)
- 2018 - "Vivir Mata" (LP, Cero En Conducta Records)